# Mary Howard (attrice)
Mary Howard de Liagre, nata Mary Howard (Independence, 18 maggio 1913 – New York, 6 giugno 2009), è stata un'attrice statunitense.

## Filmografia parziale
- L'amore trova Andy Hardy (Love Finds Andy Hardy), regia di George B. Seitz (1938)
- Four Girls in White, regia di S. Sylvan Simon (1939)
- La storia di Edith Cavell (Nurse Edith Cavell), regia di Herbert Wilcox (1940)
- Abramo Lincoln (Abe Lincoln in Illinois), regia di John Cromwell (1940)
- Terra selvaggia (Billy the Kid), regia di David Miller (1941)
- Riders of the Purple Sage, regia di James Tinling (1941)
- La palude della morte (Swamp Water), regia di Jean Renoir (1941)
- The Loves of Edgar Allan Poe, regia di Harry Lachman (1942)
- Thru Different Eyes, regia di Thomas Z. Loring (1942)